# Minh Trí (cư sĩ)
Đức Tông Sư Minh Trí (1886 - 1958) là một cư sĩ Phật giáo Việt Nam. Ông là người sáng lập hệ phái Tịnh độ cư sĩ Phật hội Việt Nam.

## Tiểu sử
Đức Tông Sư Minh Trí có tục danh là Nguyễn Văn Bồng, sinh năm Bính Tuất tại xã Tân Mỹ (Rạch Dông), tỉnh Sa Đéc (nay thuộc xã Tân Mỹ, huyện Lấp Vò, tỉnh Đồng Tháp)..
Cha mẹ ông mất sớm, ông là con thứ bảy trong gia đình, được người chị nuôi dưỡng và cho học chữ Nho và nghiên cứu các bài thuốc chữa bệnh cứu người.
Năm 19 tuổi, theo sự sắp xếp của gia đình, Nguyễn Văn Bồng lập gia đình.
Năm 25 tuổi, nhờ những kiến thức về y học, ông bắt đầu hành nghề y giúp mọi người.
Năm 29 tuổi, Nguyễn Văn Bồng thoát ly gia đình, đi chu du nhiều nơi.

## Sáng lập Lục phương tông
Ông nhận xét rằng, Đạo Phật quá cao sâu mầu nhiệm, các chùa chỉ lo tụng đọc, dân gian chưa biết Đạo Phật là gì, bỗng dưng ta đem đạo pháp tối thượng ra dạy, thế nào cũng thất bại. Chính mình trước tiên cũng nhờ pháp môn Lễ Bái Lục Phương. Trong buổi đầu mở Đạo, ta cũng phải dùng pháp môn nầy chớ không thể làm khác được. Ông bèn đem pháp môn Lễ Bái Lục Phương để lập một tông phái gọi là Lục Phương Tông để truyền bá cho người đời tu học.
Năm 1919 (Kỷ Mùi), Ông an trí thê nhi, ly gia cắt ái, mượn nghề y đi đó đây, trước là cứu đồng bào, sau nữa, truyền bá giáo lý Lễ Bái Lục Phương. Có khi Ông lại mượn nghề buôn chiếu bán khoai để tiện bề ngao du khắp nơi.
Thuở ấy (năm 1921 – Tân Dậu), tại Hậu Giang (Bạc Liêu) người ta truyền nhau rằng: Có Đạo Di Đà mới ra đời, trong Đạo nầy có ông thầy thuốc Bắc hay lắm, trị đâu mạnh đó. Ông không nhận tiền bạc của ai cả, chỉ trừ kẻ giàu có; nhưng Ông cũng không thọ lãnh tiền bạc cho nhiều như các thầy khác.

## Thành lập Tịnh độ cư sĩ Phật hội
Kể từ năm 34 đến 46 tuổi (1920-1932, Canh Thân – Nhâm Thân), tín đồ của Ông rất đông đảo, tỉnh nào cũng có, làng mạc nào cũng đông, đủ sức thành lập một Giáo hội Phật giáo. Hơn nữa, kể từ năm 1930 (Canh Ngọ), các Hội Phật học lần lượt ra đời, đó là một cơ duyên Phật pháp hiếm có vậy.
Năm 1933, ông trở lại Chợ Lớn bàn tính với các đệ tử, phần đông là công tư chức, thương gia... lo thảo điều lệ và danh sách Ban Sáng lập, rồi gởi đơn tới chính phủ Pháp, xin thành lập Giáo hội Phật giáo mệnh danh là Tịnh độ Cư sĩ Phật hội (lúc đầu chưa có hai chữ Việt Nam).
Năm 1934, giấy phép thành lập Giáo hội đã ban hành, ngày chuẩn phê là 20-2-1934, ông phải lên Chợ Lớn nhiều lần để bàn tính công việc xây cất Hội quán mới, trả Hội quán cũ là chùa Hưng Long cho chủ cũ(chỉ bàn tính chớ chưa có đất).
Cũng năm này (1934), Đại hội bất thường nhóm tại chùa Hưng Long ngày 25-7-1934, dưới sự chủ toạ của ông Minh Trí. Toàn thể Đại hội quyết suy tôn ông Minh Trí làm Tông sư, bậc lãnh đạo tối cao của Giáo hội.
Ngày 30-7-1934, Giáo hội được sự phê chuẩn của chánh phủ Pháp, chấp thuận cho ông Minh Trícùng phái đoàn Trung ương đi khắp lục tỉnh để phát phái quy y.
Cũng năm 1934, đệ tử của ông là bà Quách Thị Mười, điền chủ tại Phú Định hiến đất cất Hội quán Trung ương.
Năm 1935, ông trở lên Chợ Lớn, vào Phú Định để chứng kiến gác đòn dông Hội quán Trung ương đã kiến thiết mấy tháng qua.
Năm 1936, ông bàn tính với Ban Trị sự Trung ương lo giấy phép xin xuất bản tờ tạp chí Pháp Âm Phật học làm cơ quan cho Giáo hội trong sự truyền giáo.
Năm 1937, tờ Nguyệt san Pháp Âm Phật học ra đời. Số 1 xuất bản nhằm tháng giêng dương lịch năm 1937.
Năm 1938, ông rời gia cư tại làng Tân Mỹ, ra chợ Sa Đéc bằng chiếc ghe lòng, có chở theo chút ít đồ tế nhuyễn để tản cư, bởi lúc đó tình hình thời cuộc bất an.
Năm 1947, ông rời Sa Đéc lên Sài Gòn, vì tình hình tỉnh thành cũng không yên ổn. Trong năm nầy, ngày mùng 7 tháng tư âm lịch, ông đi Phú Định dự lễ Đại hội thường niên.
Năm 1948, Hội quán Tân Hưng Long Tự tại Phú Định bị hoả hoạn thiêu huỷ. Ông bàn tính với ông Hội trưởng Lê Văn Hơn, dời văn phòng, tạm làm việc Giáo hội tại nhà của ông Hơn, sau sẽ lo xây cất Hội quán tại Chợ Lớn.
Năm 1948, Giáo hội đã xây cất xong Hội quán Trung ương Tân Hưng Long Tự (quận 10, Chợ Lớn). Từ đây công việc của Giáo hội Tịnh Độ Cư Sĩ Phật Hội rất bề bộn. Một mặt thì lo tiếp tục xây cất Đông, Tây lang, một mặt thì lo khai trương Phòng thuốc Nam Phước thiện khắp lục tỉnh.
Năm 1950, ông nâng cao trình độ tu học của toàn thể Hội viên, Thiện tín bằng cách triển khai tôn chỉ Phước Huệ Song Tu, giản chính việc lạy sáu hướng, chỉ còn lạy một hướng vào bàn Phật nơi chánh điện mà thôi.
Năm 1951, sẵn dịp tái bản quyển Phu Thê Ngôn Luận, ông cho đăng quyết nghị của Ban Trị sự Trung ương sau đây:
Do quyết nghị của Ban Trị sự Trung ương, thể theo tôn ý của Đức Tông Sư Minh Trí, cải cách việc hành lễ như dưới đây:
"Các cuộc lễ cúng nơi chánh điện, hướng vào bàn Phật lạy 24 lạy. Khi xá thì xá phía trong trước, rồi xoay ra xá phía ngoài, trở lại xá vào phía trong một lần nữa là đủ lễ."
Khi ấy, tôi có thưa rằng: "Bạch Thầy, như lịnh nầy ban hành, thì vấn đề thành lập Lục Phương Tông làm sao đứng vững được?"
Ông trả lời rằng: "Dù Đời hay Đạo, không có cái gì bằng danh chánh ngôn thuận. Giáo hội của chúng ta đã có danh nghĩa Tịnh Độ Cư Sĩ Phật Hội, tại sao ta không dùng danh nghĩa đó cho danh chánh ngôn thuận? Nếu lấy danh nghĩa Tịnh độ, thì chúng ta thuộc về Tông Tịnh độ rồi, còn lập ra Lục Phương Tông làm chi cho phiền phức, để rồi rước lấy cái danh không chánh, cái ngôn không thuận."
Ông nói tiếp: "Vả lại, xưa kia Đức Thế Tôn cũng tùy duyên hóa độ, ngày nay chúng ta cũng thế. Pháp môn Lễ Bái Lục Phương là giai đoạn truyền giáo buổi ban đầu cho kẻ sơ cơ. Ngày nay, Giáo hội cần phải hướng dẫn Hội viên, Thiện tín bước lên một bước nữa mới mong tu học Giáo lý Đại thừa được. Nếu ở đó chấp mắc những cái gì đã và đang tu học, làm sao tiến lên bậc cao. Như vậy có khác nào người leo thang, chẳng chịu rời bỏ những nấc ban đầu, làm thế nào tiến lên nấc khác cao hơn?..."
Ngày 28-11-1956, Ông ban hành Nội qui Ban Đạo Đức (). Ông ký tên đóng dấu vào bản Nội qui và dặn ông Phó Giảng sư Thái Văn Mít hãy đi cùng lục tỉnh truyền rao lời của Ông khuyến nhủ rằng: "Toàn thể Hội viên, Thiện tín, toàn thể các Ban, dù là Ban Trị sự đi nữa, cũng phải cố gắng học tập Đạo đức..."
Năm 1957, ông đi khắp lục tỉnh để giã từ mà không ai biết. Năm ấy, tại Bạc Liêu, ông chọn thêm được 2 vị Phó Giảng sư, 3 vị Huấn viên và một số Hội viên Ban Đạo đức.
Năm 1958, ngày Đại hội mùng 8 tháng 4 âm lịch, ông ban hành Huấn từ để làm tờ chúc ngôn, nhắn nhủ lần chót.

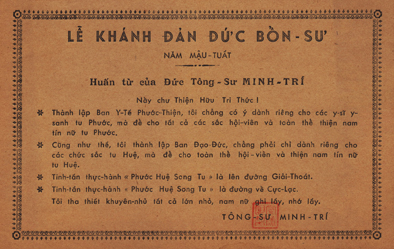

Ngày 23 tháng 8 âm lịch niên Mậu Tuất (1958), 11 giờ đêm, ông viên tịch, thọ 73 tuổi (theo âm lịch).
Lễ an táng nhằm ngày 30 tháng 8 niên Mậu Tuất tại Phú Định (Chợ Lớn).